# Division d'Honneur 1906-1907
La Division d'Honneur 1906-1907 è stata la 12ª edizione della massima serie del campionato belga di calcio disputata tra il 7 ottobre 1906 e il 24 marzo 1907 e conclusa con la vittoria del Union Saint-Gilloise, al suo quarto titolo.
Capocannoniere del campionato fu Maurice Vertongen (Racing Club Bruxelles).

## Formula
Le squadre partecipanti furono dieci e disputarono un turno di andata e ritorno per un totale di 18 partite.
L'ultima classificata venne retrocessa in Division 1.

## Squadre
| Squadra                   | Città        | Stadio | Stagione 1905-1906  |
| ------------------------- | ------------ | ------ | ------------------- |
| FC Liégeois               | Liegi        |        | 9°                  |
| SC Courtraisien           | Courtrai     |        | Division 1          |
| Léopold Club de Bruxelles | Bruxelles    |        | 6°                  |
| Racing Club Bruxelles     | Uccle        |        | 3°                  |
| FC Brugeois               | Bruges       |        | 2°                  |
| CS Verviétois             | Verviers     |        | 4°                  |
| CS Brugeois               | Bruges       |        | 8°                  |
| Anversa                   | Anversa      |        | 7°                  |
| Union Saint-Gilloise      | Saint-Gilles |        | Campione del Belgio |
| Daring Club de Bruxelles  | Bruxelles    |        | 5°                  |

## Classifica finale
|                   | Pos. | Squadra                   | Pt | G  | V  | N | P  | GF | GS | DR  |
| ----------------- | ---- | ------------------------- | -- | -- | -- | - | -- | -- | -- | --- |
| Belgio (bandiera) | 1.   | Union Saint-Gilloise      | 34 | 18 | 17 | 0 | 1  | 71 | 13 | +58 |
|                   | 2.   | Racing Club de Bruxelles  | 25 | 18 | 11 | 3 | 4  | 63 | 25 | +38 |
|                   | 3.   | FC Brugeois               | 24 | 18 | 11 | 2 | 5  | 36 | 21 | +15 |
|                   | 4.   | Daring Club de Bruxelles  | 23 | 18 | 10 | 3 | 5  | 47 | 20 | +27 |
|                   | 5.   | Anversa                   | 20 | 18 | 9  | 2 | 7  | 44 | 22 | +22 |
|                   | 6.   | CS Brugeois               | 17 | 18 | 7  | 3 | 8  | 32 | 33 | -1  |
|                   | 7.   | Léopold Club de Bruxelles | 11 | 18 | 5  | 1 | 12 | 23 | 52 | -29 |
|                   | 8.   | SC Courtraisien           | 10 | 18 | 4  | 2 | 12 | 29 | 65 | -36 |
|                   | 9.   | FC Liégeois               | 10 | 18 | 5  | 0 | 13 | 25 | 63 | -38 |
|                   | 10.  | CS Verviétois             | 6  | 18 | 3  | 0 | 15 | 21 | 77 | -56 |

Legenda:

      Campione del Belgio
      Retrocesso in Division 1
Note:

Due punti a vittoria, uno a pareggio, zero a sconfitta.

### Verdetti
- Union Saint-Gilloise campione del Belgio 1906-07.
- CS Verviétois retrocesso in Division 1.